# Jacques Carette
Pour les articles homonymes, voir Carette.
Jacques Carette (né le 1er mars 1947 à Roubaix) est un athlète français spécialiste du 400 mètres.

## Carrière
Il commence sa carrière d'athlète en 1964 au sein du l'Union Sportive de Tourcoing. Sélectionné pour les Jeux olympiques d'été de 1968, il est éliminé en quart de finale du 200 mètres et se classe huitième de la finale du relais 4 × 400 mètres. L'année suivante, Jacques Carette échoue au pied du podium du 400 m des Championnats d'Europe d'Athènes mais établit le meilleur temps de sa carrière sur un tour de piste avec 45 s 92. Aligné par ailleurs dans l'épreuve du relais 4 × 400 mètres, il remporte le titre européen aux côtés de Gilles Bertould, Christian Nicolau et Jean-Claude Nallet, devançant notamment l'URSS et la République fédérale d'Allemagne. 
Champion du monde militaire et troisième des Universiades d'été de 1970, il remporte l'un des plus grands succès de sa carrière durant l'année 1972 en montant sur la troisième marche du podium du relais 4 × 400 m des Jeux olympiques d'été de 1972. L'équipe de France, composée également de Gilles Bertould, Daniel Velasques et Francis Kerbiriou termine derrière le Kenya et le Royaume-Uni en établissant un nouveau record national en 3 min 00 s 7.
Aux Championnats d'Europe de 1974, Jacques Carette se classe quatrième du relais 4 × 400 mètres.

## Palmarès
- 19 sélections en Équipe de France A

| Date | Compétition           | Lieu    | Place | Discipline |
| ---- | --------------------- | ------- | ----- | ---------- |
| 1969 | Championnats d'Europe | Athènes | 4e    | 400 m      |
| 1969 | Championnats d'Europe | Athènes | 1er   | 4 × 400 m  |
| 1972 | Jeux olympiques       | Munich  | 3e    | 4 × 400 m  |
| 1974 | Championnats d'Europe | Rome    | 4e    | 4 × 400 m  |